# Королевский тиранн
Королевский тиранн, или восточный тиранн (лат. Tyrannus tyrannus), — певчая птица из семейства тиранновые.

## Описание
Королевский тиранн длиной от 20 до 23 см. Голова и верхняя часть тела чёрные. Горло и кончик хвоста белые, в то время как грудь бледно-серого окраса. Когда птица топорщит свои перья на макушке головы, становится заметным красное, продолговатое пятно. У основания широкого и плоского клюва заметны тёмные толстые щетинки.

## Распространение
Королевский тиранн живёт в лесах, прериях, а также в садах и парках больших городов на всей территории Североамериканского континента от юга Канады до Флориды. На юго-западе ареал доходит до Техаса и Нью-Мехико. Осенью он мигрирует на зимовку большими стаями на юг Мексики и на северо-запад Южной Америки. В регионах зимовки птицы ведут себя очень мирно и живут стаями по несколько тысяч птиц.

## Образ жизни
Королевский тиранн известен своей агрессивностью. Он атакует даже намного больше его по размеру дневных хищных птиц и обращает в бегство когтями и клювом ворон, но, как ни парадоксально, он не трогает ласточек даже на гнездовом участке. Часто птиц можно наблюдать сидящими на заборах с колючей проволокой.

## Питание
Питание королевского тиранна состоит преимущественно из насекомых, таких как мухи, саранча или сверчки, а также пауков и пчёл. Они, по-видимому, невосприимчивы к пчелиным укусам. Свою добычу птицы добывают, молниеносно набрасываясь на насекомых из засады. Также в рационе птиц, прежде всего осенью, присутствуют плоды.

## Размножение
Период размножения королевского тиранна начинается весной непосредственно после возвращения из регионов зимовки. Самцы борются за господство на участке. Как только хозяин участка находит подходящую самку, он начинает токовать, летая вокруг своей идеальной партнёрши и топорща свои перья на макушке головы.
Гнездо строят оба партнёра, чаще на ветви, используя ветки, листья, траву и кору. Углубление самец выкладывает перьями и мягкой травой, прежде чем самка отложит 3—4 белых или розовых яйца с тёмно-красными или коричневыми пятнами. Высиживание длится 16—20 дней, выводковый период составляет 14—21 день.